# Leucoma froitzheimi
Leucoma froitzheimi är en fjärilsart som beskrevs av Edward P. Wiltshire 1958. Leucoma froitzheimi ingår i släktet Leucoma och familjen tofsspinnare. Inga underarter finns listade i Catalogue of Life.